# Luoxia Hong
Luoxia Hong   (Xina, 156 aC - Xina, 87 aC) va ser un astrònom xinès de l'antiguitat.

## Vida i Obra
Luoxia Hong va viure durant la dinastia Han Occidental. En el període Yuanfeng (110-104 aC) l'emperador Wu va reclutar un grup d'astrònoms, entre els quals hi havia Deng Ping, Tang Du i el propi Luoxia Hong, per reformar el calendari. Fruit dels seus treballs es va imposar el calendari Taichu de vint-i-quatre mesos anuals que, com a mínim, va resoldre el problema tècnic de les grans discrepàncies en les prediccions.
Per mesurar les dates amb exactitud, Luoxia Hong es va construir una esfera armil·lar.